# Сайтама (префектура)
Са́йтама (яп. 埼玉県 Саитама-кэн) — префектура, расположенная в районе Канто на острове Хонсю, Япония. Площадь префектуры составляет 3798,08 км², население — 7 235 651 человек (1 августа 2014), плотность населения — 1905,08 чел./км². Административный центр — город Сайтама.

## Название
Жители Токио и самой Сайтамы иногда пренебрежительно называют её «Дасайтама» (игра слов: по-японски «дасай» — унылый, скучный) из-за того, что она по сути представляет собой спальный район Большого Токио, а также в силу отсутствия ярких достопримечательностей, характерных для других соседних со столицей префектур.

## Административно-территориальное деление
В префектуре Сайтама расположено 40 городов и 8 уездов (22 посёлка и одно село).

### Города
Список городов префектуры:
| - Агео; - Асака; - Вако; - Вараби; - Гёда; - Йосикава; - Ирума; - Кавагоэ; - Кавагути; - Кадзо; | - Касукабе; - Китамото; - Коносу; - Косигая; - Куки; - Кумагая; - Мисато; - Ниидза; - Окегава; - Сайтама; | - Сакадо; - Сатте; - Саяма; - Сики; - Сираока; - Сока; - Титибу; - Тода; - Токородзава; - Фудзими; | - Фудзимино; - Фукая; - Ханно; - Ханю; - Хасуда; - Хигасимацуяма; - Хидака; - Хондзё; - Цуругасима; - Ясио. |

### Уезды
Посёлки и сёла по уездам:
| - Китаадати; - Ина; - Ирума; - Миёси; - Морояма; - Огосе; - Хики; - Йосими; - Кавадзима; - Намегава; - Огава; - Рандзан; - Токигава; - Хатояма; | - Титибу; - Йокодзе; - Минано; - Нагаторо; - Огано; - Хигасититибу; - Кодама; - Камикава; - Камисато; - Мисато; - Осато; - Йории; | - Минамисайтама; - Миясиро; - Китакацусика; - Мацубуси; - Сугито; |

## Символика
Эмблема и флаг префектуры были введены 1 сентября 1964 года. Гимн префектуры был утверждён 21 сентября 1965 года.
Цветком префектуры выбрали 5 ноября 1971 года первоцвет Зибольда, деревом — дзелькву пильчатую (5 сентября 1966), птицей — кольчатую горлицу (3 ноября 1965). Рыба префектуры — девятииглая колюшка (14 ноября 1991), а бабочкой избрали neozephyrus japonicus (14 ноября 1991).

## Транспорт
- Кокудо 16